# Liste der Biografien/Tag
Liste der Biografien |
Portal Biografien |
Personensuche
# |
A |
B |
C |
D |
E |
F |
G |
H |
I |
J |
K |
L |
M |
N |
O |
P |
Q |
R |
S |
T |
U |
V |
W |
X |
Y |
Z |
?
 
Ta |
Tc |
Te |
Tf |
Tg |
Th |
Ti |
Tj |
Tk |
Tl |
Tm |
To |
Tq |
Tr |
Ts |
Tu |
Tv |
Tw |
Tx |
Ty |
Tz
 
Taa |
Tab |
Tac |
Tad |
Tae |
Taf |
Tag |
Tah |
Tai |
Taj |
Tak |
Tal |
Tam |
Tan |
Tao |
Tap |
Taq |
Tar |
Tas |
Tat |
Tau |
Tav |
Taw |
Tax |
Tay |
Taz
Die Liste der Biografien führt alle Personen auf, die in der deutschsprachigen Wikipedia einen Artikel haben. Dieses ist eine Teilliste mit 174 Einträgen von Personen, deren Namen mit den Buchstaben „Tag“ beginnt.

## Tag
- Tag, Brigitte (* 1959), Schweizer Rechtswissenschafterin
- Tag, Christian Gotthilf (1735–1811), deutscher Kantor und Komponist
- Tag, Gerhard (1921–1997), deutscher Grafiker und Exlibriskünstler
- Tag, Katrin Lea (* 1972), deutsche Bühnen- und Kostümbildnerin
- Tag, Konrad (1903–1954), deutscher Glaskünstler und Glasgraveur
- Tag, Willy (1886–1980), deutscher Maler

### Taga
- Taga, Mosese (1964–2022), fidschianischer Rugbyspieler
- Țaga, Nicolae (* 1967), rumänischer Ruderer
- Tağa, Savaş (* 1992), türkischer Fußballspieler
- Tagaʻi, Kuresa (* 2000), amerikanisch-samoanischer Fußballspieler
- Tagajew, Aitibai (* 1958), kirgisischer Staatsmann
- Tagajew, Kalyjbek (* 1940), kirgisischer Musiker
- Tagajew, Qadyr (1891–1980), kasachischer Kolchosbauer
- Tagajewa, Elmira (* 1978), kirgisische Theater- und Filmschauspielerin
- Tagajewa, Irina Anwarowna (* 1967), russische Eiskunstlauftrainerin
- Tagajewa, Sanawbar (* 1978), russische Rechtswissenschaftlerin und Hochschullehrerin
- Tagame, Gengoroh (* 1964), japanischer Mangaka
- Tagami, Daichi (* 1993), japanischer Fußballspieler
- Tagami, Mai (* 1980), japanische Marathonläuferin
- Taganzew, Alexander Kirillowitsch (* 1951), sowjetisch-russisch-schweizerischer Physiker und Hochschullehrer
- Taganzew, Nikolai Stepanowitsch (1843–1923), russisch-sowjetischer Jurist und Hochschullehrer
- Taganzew, Wladimir Nikolajewitsch (1889–1921), russisch-sowjetischer Geograph und Hochschullehrer
- Tagarah († 1885), australische Ureinwohnerin und Sklavin
- Tagarew, Todor (* 1960), bulgarischer Politiker
- Tagarro, José (1902–1931), portugiesischer Maler und Zeichner
- Tagashira, Ryōta (* 2002), japanischer Fußballspieler
- Tagawa, Cary-Hiroyuki (* 1950), russisch-US-amerikanischer Filmschauspieler und Filmproduzent japanischer AbstammungCary-Hiroyuki Tagawa (* 1950)

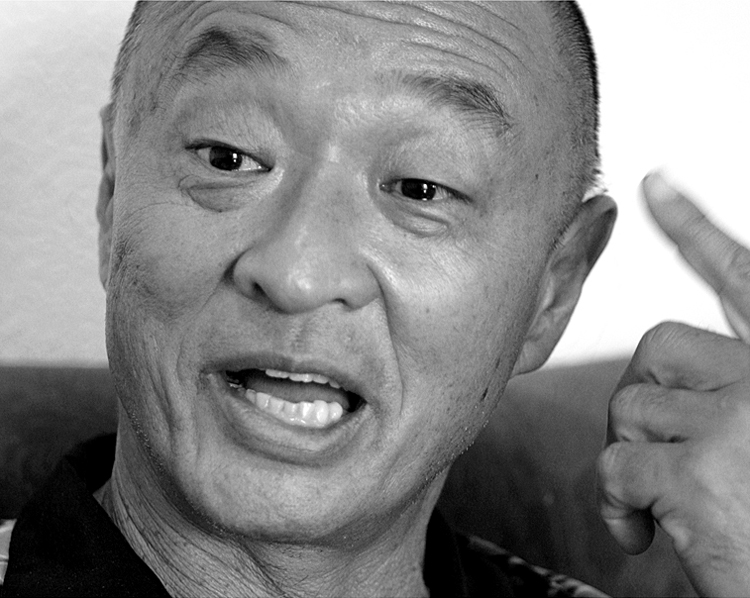
Cary-Hiroyuki Tagawa (* 1950)

- Tagawa, Félix (* 1976), tahitischer Fußballspieler
- Tagawa, Kyōsuke (* 1999), japanischer Fußballspieler
- Tagawa, Suihō (1899–1989), japanischer Mangaka
- Tagawa, Tomoki (* 2002), japanischer Fußballspieler
- Tagay, Sefik (* 1972), deutscher Psychologe und Psychotherapeut
- Tagaýew, Elman (* 1989), turkmenischer Fußballspieler

### Tagb
- Tagbino, Alexis Aly (* 1972), guineischer Geistlicher, römisch-katholischer Bischof von Kankan
- Tagbo, Claudia (* 1973), französische Filmschauspielerin und Komikerin

### Tagd
- Tagdrag Ngawang Sungrab Thutob (1874–1952), Regent von Tibet (1941–1950)

### Tage
- Tageddin, Mohamed Awad (* 1945), ägyptischer Politiker
- Tagelagi, Dalton (* 1968), niueanischer Politiker und Ministerpräsident
- Tager, Aron (1934–2019), US-amerikanischer Schauspieler, Synchronsprecher und Künstler
- Täger, Hans (* 1934), deutscher Tischtennisspieler
- Täger, Kurt (1879–1946), deutscher Verwaltungsjurist, Bürgermeister von Wilhelmshaven und Oberbürgermeister von Herne
- Täger, Ludwig (1809–1888), deutscher Bildhauer und Freimaurer
- Tager, Pawel Grigorjewitsch (1903–1971), sowjetischer Erfinder im Bereich des Tonfilms
- Täger, Wilhelm (1797–1873), Königlich Hannoverscher Hof-Uhrmacher und Freimaurer
- Tägert, Carl (1869–1946), deutscher Konteradmiral der Kaiserlichen Marine
- Tägert, Hans (1908–1945), deutscher Rechtshistoriker und Marineoffizier
- Tägert, Philip (* 1966), deutscher Comiczeichner und BühnenhumoristPhilip Tägert (* 1966)

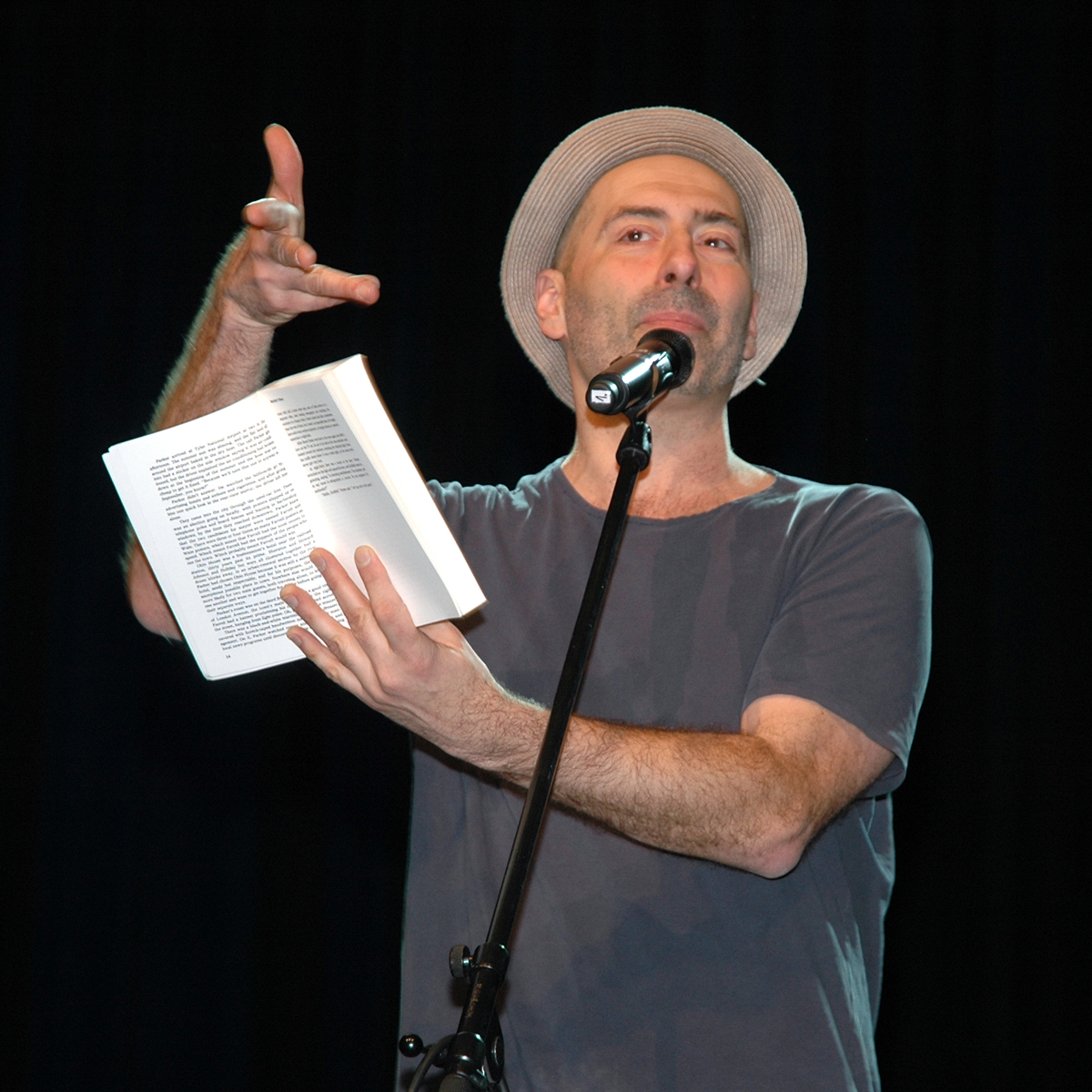
Philip Tägert (* 1966)

- Tägert, Wilhelm (1871–1950), deutscher Vizeadmiral der Kaiserlichen Marine
- Tagesanbruch-Maler, attischer Vasenmaler des Schwarzfigurigen Stils

### Tagg
- Tagg, Mike (* 1946), englischer Leichtathlet
- Tagg, Wulf (1839–1914), deutscher Reichsgerichtsrat
- Taggart, Adam (* 1993), australischer Fußballspieler
- Taggart, Andrew (* 1989), US-amerikanischer DJ und Sänger
- Taggart, Blind Joe (1892–1961), US-amerikanischer Bluesmusiker
- Taggart, Fraser, Kameramann
- Taggart, Jack (1871–1927), irischer Fußballspieler
- Taggart, Joseph (1867–1938), US-amerikanischer Politiker
- Taggart, Ross (1967–2013), kanadischer Jazzmusiker und Hochschullehrer
- Taggart, Samuel (1754–1825), US-amerikanischer Politiker
- Taggart, Thomas (1856–1929), irisch-amerikanischer Politiker (Demokratische Partei)
- Tagger, Lilli (* 2008), österreichische TennisspielerinLilli Tagger (* 2008)

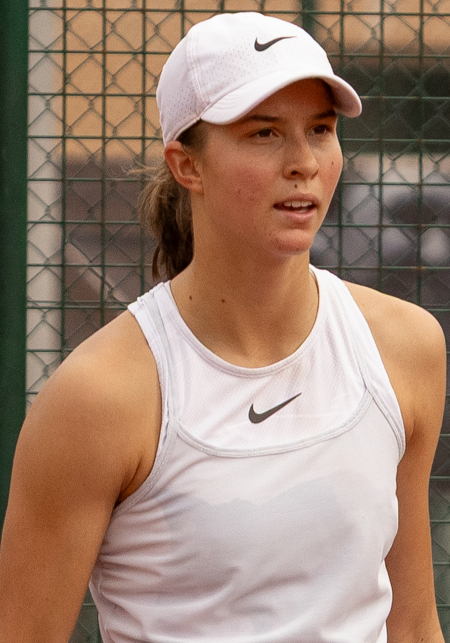
Lilli Tagger (* 2008)

### Tagh
- Taghavi, Mehdi (* 1987), iranischer Ringer
- Taghavi, Mohammad Nasser (* 1970), iranischer islamischer Theologe und Philosoph
- Taghavi, Nahid (* 1954), deutsch-iranische politische Gefangene
- Taghi, Ridouan (* 1977), niederländischer Tatverdächtiger
- Taghian, Rasoul (* 1987), iranischer Gewichtheber
- Taghizadegan, Rahim (* 1979), österreichischer Ökonom, Philosoph und Publizist
- Taghizadeh, Niloufar (* 1978), deutsche Filmemacherin
- Taghmaoui, Saïd (* 1973), französisch-US-amerikanischer SchauspielerSaïd Taghmaoui (* 1973)

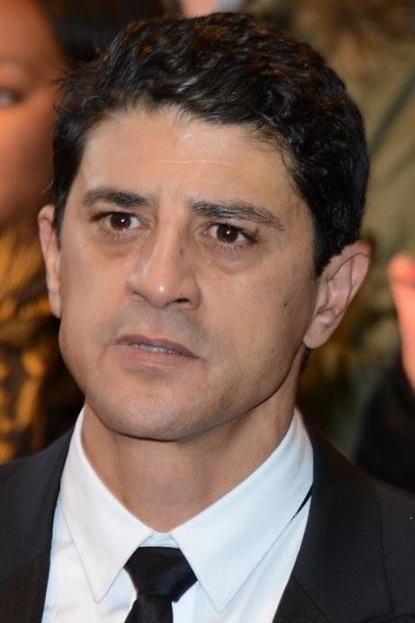
Saïd Taghmaoui (* 1973)

- Taghybergen, Asqat (* 1990), kasachischer Fußballspieler

### Tagi
- Tağı, Rafiq (1950–2011), aserbaidschanischer Publizist, Journalist und Arzt
- Tägil, Sven (* 1930), schwedischer Historiker und Hochschullehrer
- Tagino († 1012), Erzbischof von Magdeburg
- Tagir, Ravil (* 2003), türkisch-kasachischer Fußballspieler
- Tağıyev, Zeynalabdin († 1924), aserbaidschanischer Industrieller und Philanthrop
- Tağızadə, Zaur (* 1979), aserbaidschanischer Fußballspieler

### Tagl
- Tagle Portocarrero, José Bernardo de (1779–1825), Präsident von Peru
- Tagle, Luis Antonio (* 1957), philippinischer Geistlicher und Kurienkardinal
- Tagliabue, Benedetta (* 1963), italienisch-spanische Architektin
- Tagliabue, Elena (* 1977), italienische Skirennläuferin
- Tagliabue, Paul (* 1940), amerikanischer Anwalt
- Tagliabué, Sebastián (* 1985), argentinischer Fußballspieler
- Tagliacarne, Pierfelice (1948–2020), italienischer katholischer Theologe
- Tagliacozzi, Gaspare (1546–1599), italienischer Chirurg und Anatom
- Tagliaferri, Knut (* 1935), deutscher Fußballspieler
- Tagliaferri, Mario (1927–1999), italienischer Geistlicher, römisch-katholischer Erzbischof und Diplomat des Heiligen Stuhls
- Tagliaferri, Maurizio (* 1959), katholischer Priester und italienischer Kirchenhistoriker
- Tagliaferri, Tommaso (* 1982), italienischer Snowboarder
- Tagliaferro, Magda (1893–1986), brasilianische Pianistin
- Tagliaferro, Marta (* 1989), italienische Radsportlerin
- Tagliafico, Nicolás (* 1992), argentinischer FußballspielerNicolás Tagliafico (* 1992)

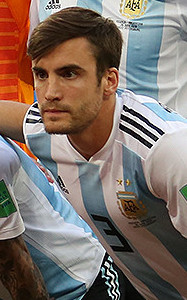
Nicolás Tagliafico (* 1992)

- Tagliana, Emilie (* 1854), italienische Opernsängerin (Koloratursopran)
- Taglianetti, Peter (* 1963), US-amerikanischer Eishockeyspieler
- Tagliani, Alex (* 1972), kanadischer Automobilrennfahrer
- Tagliani, Antonio (* 1941), italienischer Radrennfahrer
- Tagliani, Filippo (* 1995), italienischer Radrennfahrer
- Tagliani, Pedro (* 1961), brasilianischer Jazzgitarrist
- Tagliapietra, Gino (1887–1954), italienischer Pianist und Komponist
- Tagliapietra, Giovanni (1845–1921), italoamerikanischer Opernsänger (Bariton)
- Tagliapietra, Sergio (1935–2022), italienischer Ruderer
- Tagliari, Raoul (* 1940), brasilianischer Fußballspieler
- Tagliariol, Matteo (* 1983), italienischer Degenfechter
- Tagliasacchi, Giuliano (1914–1999), italienischer Fußballspieler und -trainer
- Tagliavento, Paolo (* 1972), italienischer Fußballschiedsrichter
- Tagliavini, Carlo (1903–1982), italienischer Linguist, Romanist, Italianist, Rumänist, Albanologe und Finnougrist
- Tagliavini, Ferruccio (1913–1995), italienischer Opernsänger (Tenor)
- Tagliavini, Franco (1934–2010), italienischer Opernsänger (Tenor)
- Tagliavini, Heidi (* 1950), Schweizer DiplomatinHeidi Tagliavini (* 1950)

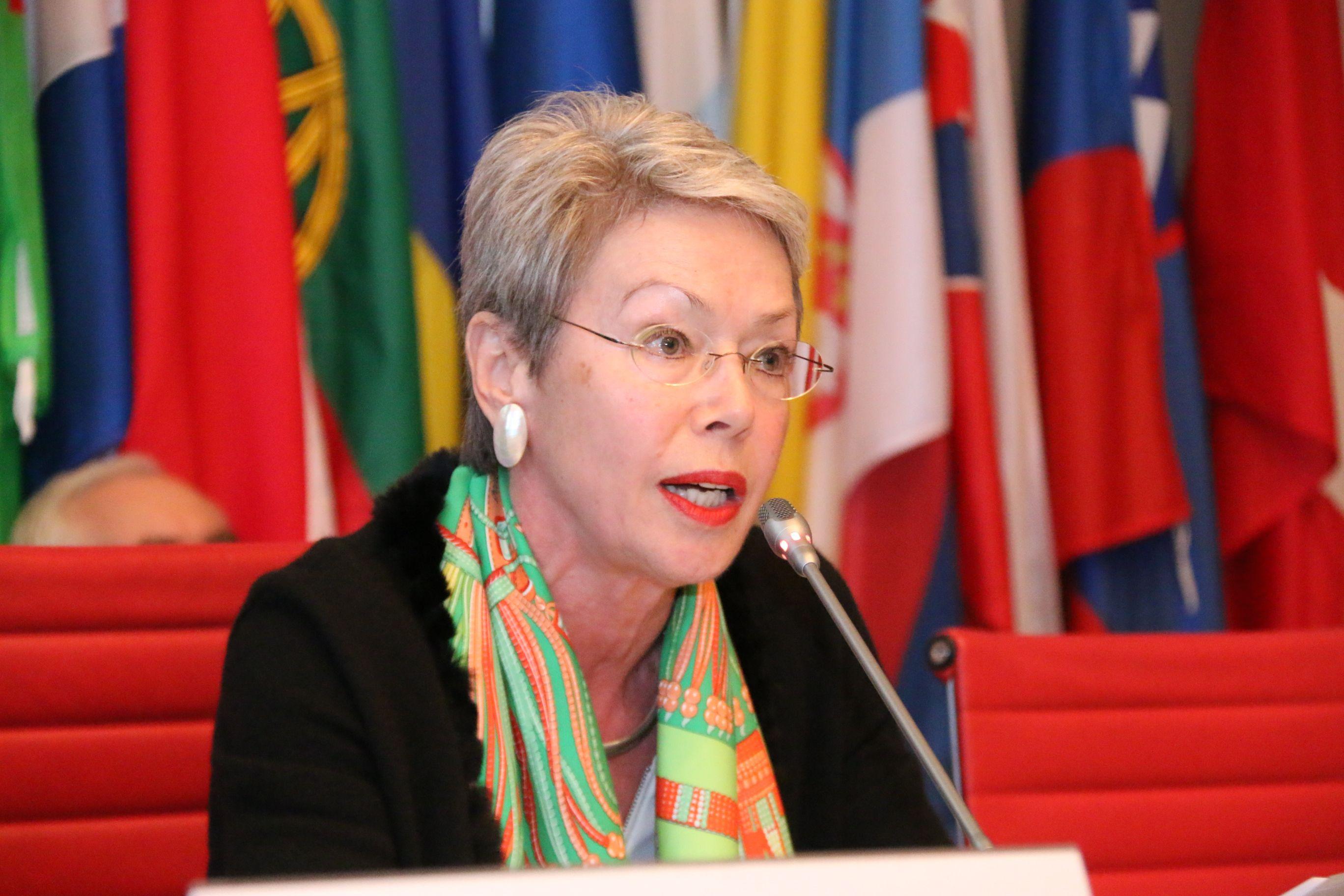
Heidi Tagliavini (* 1950)

- Tagliavini, Luigi Ferdinando (1929–2017), italienischer Organist, Cembalist und Musikwissenschaftler
- Tagliavini, Roberto (* 1976), italienischer Opernsänger (Bass)
- Tagliazucchi, Gianluca (* 1968), italienischer Jazzmusiker (Piano, Arrangement, Komposition)
- Täglichsbeck, Thomas (1799–1867), deutscher Violinist, Kapellmeister und Komponist
- Taglietti, Giulio († 1718), italienischer Violinist und Komponist des Barock
- Taglioni, Alice (* 1976), französische SchauspielerinAlice Taglioni (* 1976)

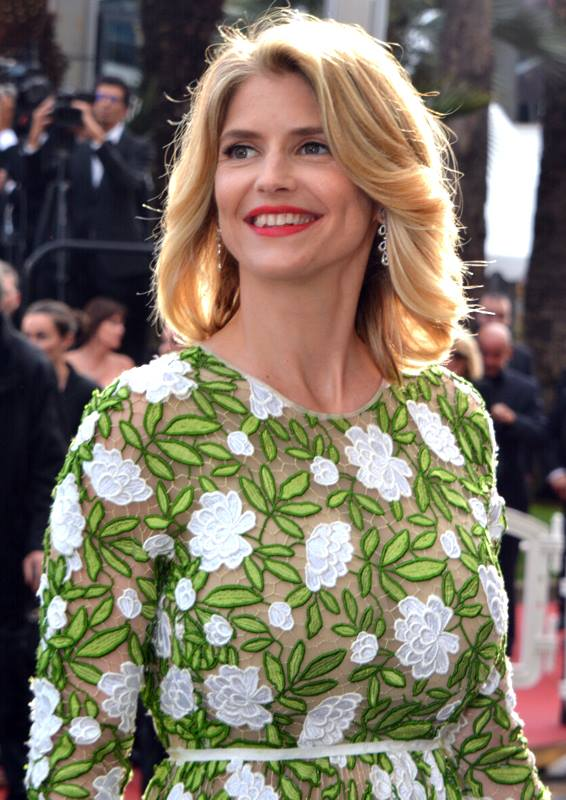
Alice Taglioni (* 1976)

- Taglioni, Carlo, italienischer Tänzer und Ballettmeister
- Taglioni, Fabio (1920–2001), italienischer Motorrad-Konstrukteur
- Taglioni, Filippo (1777–1871), italienischer Tänzer und Ballettmeister
- Taglioni, Louise (1823–1893), italienische Tänzerin
- Taglioni, Marie (1804–1884), italienische Tänzerin
- Taglioni, Marie die Jüngere (1830–1891), deutsche Ballerina
- Taglioni, Paul (1808–1884), italienischer Tänzer, Choreograf und Ballettmeister
- Taglioni, Salvatore (1789–1868), italienischer Tänzer und Ballettmeister
- Taglung Shabdrung Ngawang Namgyel (1571–1626), 17. Abt des Taglung-Klosters, Verfasser des stag lung chos 'byung
- Taglung Thangpa Trashi Pel (1142–1210), Gründer des Taglung-Klosters und der Taglung-Kagyü-Schultradition des tibetischen Buddhismus
- Taglung Trashi Peltseg (1359–1424), Geistlicher der Taglung-Kagyü-Schule, Abt des Taglung-Klosters, 9. Khenpo von Taglung

### Tagm
- Tağmaç, Memduh (1904–1978), türkischer General

### Tagn
- Tagnaout, Fatima (* 1999), marokkanische Fußballspielerin
- Tagnaouti, Ahmed Reda (* 1996), marokkanischer Fußballtorhüter
- Tagnin, Carlo (1932–2000), italienischer Fußballspieler und -trainer

### Tago
- Tago, Akihiko (* 1932), japanischer Amateurastronom
- Tago, Akira (1926–2016), japanischer Psychologe und Autor
- Tago, Ken’ichi (* 1989), japanischer Badmintonspieler
- Tago, Miyabi (* 1988), japanische Hürdenläuferin
- Tago, Voldemar (1887–1960), estnischer Dirigent
- Tagoe, Annie (* 1993), britische Sprinterin
- Tagoe, Mercy (* 1978), ghanaische Fußballspielerin
- Tagoe, Prince (* 1986), ghanaischer Fußballspieler
- Tagoe, Theresa Amerley (1943–2010), ghanaische Vizeministerin und Vizeregionalministerin der Greater Accra Region
- Tagore, Dwarkanath (1794–1846), bengalischer Unternehmer, Sozialreformer und Mäzen
- Tagore, Harry (* 1926), deutscher Schauspieler und Sänger
- Tagore, Rabindranath (1861–1941), bengalischer Dichter, Maler und PhilosophRabindranath Tagore (1861–1941)

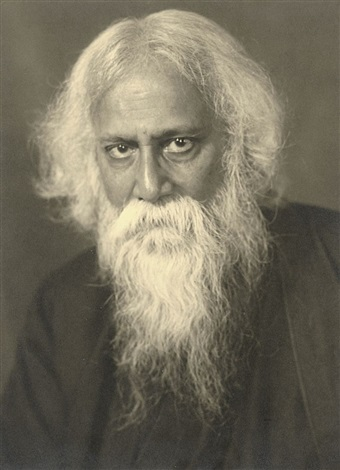
Rabindranath Tagore (1861–1941)

- Tagore, Sharmila (* 1944), indische Filmschauspielerin
- Tagovailoa, Tua (* 1998), US-amerikanischer American-Football-Spieler

### Tagp
- Tagphu Lobsang Tenpe Gyeltshen (1714–1762), tibetischer Autor

### Tagr
- Tagro, Désiré Asségnini (1959–2011), ivorischer Politiker

### Tags
- Tagscherer, Imre (* 1972), ungarischer Biathlet und Skilangläufer
- Tagscherer, Zoltán (* 1976), ungarischer Biathlet und Skilangläufer

### Tagt
- Tägtgren, Peter (* 1970), schwedischer Metal-Musiker, Komponist und ProduzentPeter Tägtgren (* 1970)

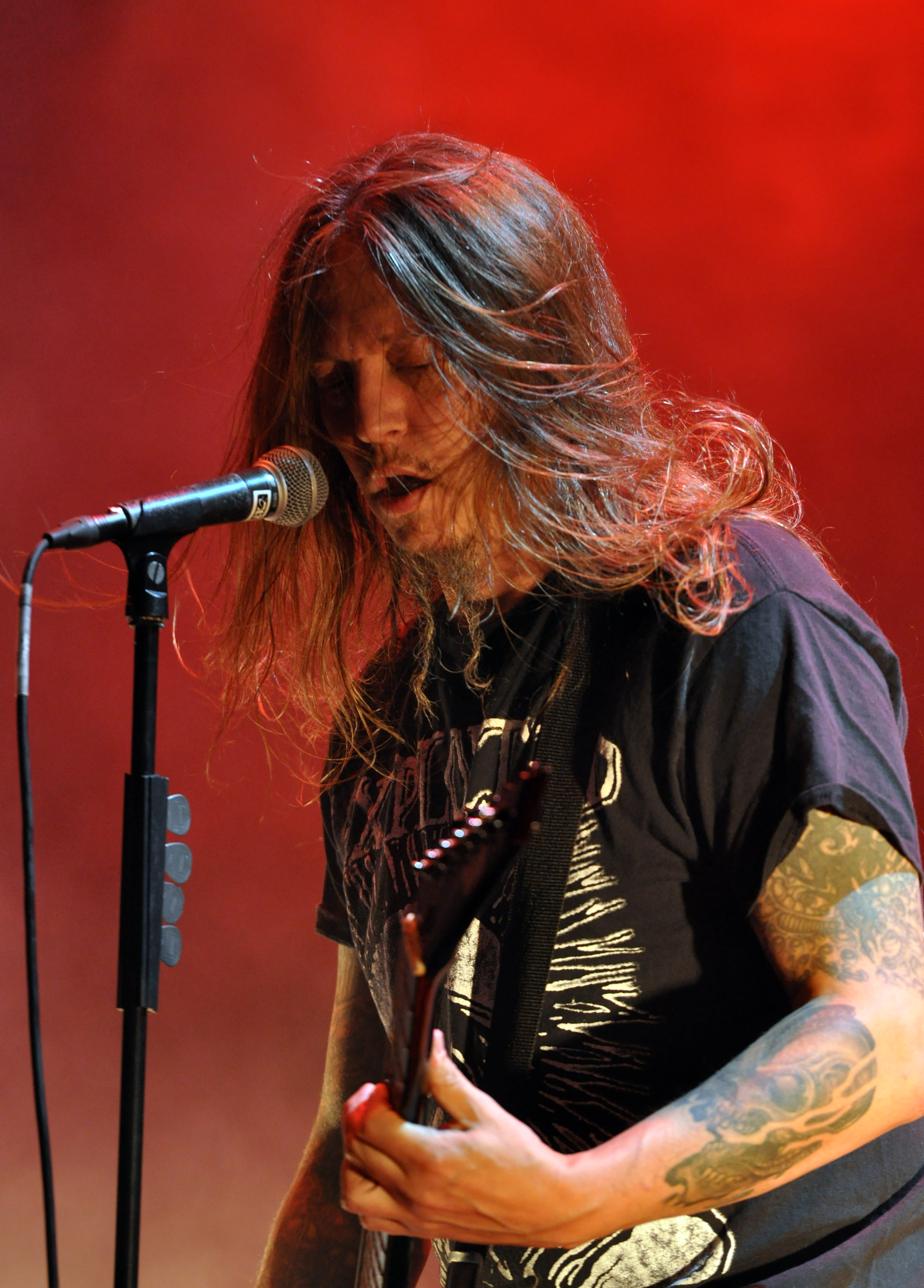
Peter Tägtgren (* 1970)

- Tägtgren, Tommy (* 1965), schwedischer Metalproduzent
- Tägtmeyer, Adalbert (1915–1982), deutscher Offizier in der Luftwaffe der Wehrmacht und der Luftwaffe der Bundeswehr
- Tagtsepa († 1720), tibetischer Regent
- Tagtshang Lotsawa (1404–1477), Gelehrter der Sakya-Schule

### Tagu
- Taguba, Antonio M. (* 1950), US-amerikanischer Major General
- Taguchi Gen’ichi (1924–2012), japanischer Ingenieur, Statistiker und Experte für Qualitätsverbesserung
- Taguchi, Junto (* 1996), japanischer Fußballspieler
- Taguchi, Masaharu (1916–1982), japanischer Schwimmer
- Taguchi, Mitsuhisa (1955–2019), japanischer Fußballtorhüter
- Taguchi, Nobutaka (* 1951), japanischer Schwimmer
- Taguchi, Paul Yoshigorō (1902–1978), japanischer Erzbischof von Osaka und Kardinal der römisch-katholischen Kirche
- Taguchi, Randy (* 1959), japanische Schriftstellerin
- Taguchi, Ryōichi (* 1986), japanischer Boxer
- Taguchi, Taishi (* 1991), japanischer Fußballspieler
- Taguchi, Takahiro (* 1957), japanischer Fußballspieler
- Taguchi, Ukichi (1855–1905), japanischer Ökonom, Kulturhistoriker und Politiker
- Taguchi, Yoshinori (* 1965), japanischer Fußballtorhüter
- Taguchi, Yūya (* 2001), japanischer Fußballspieler
- Tague, James (1936–2014), US-amerikanischer Autohändler und Buchautor
- Tague, Peter Francis (1871–1941), US-amerikanischer Politiker
- Taguieff, Pierre-André (* 1946), französischer Politikwissenschaftler, Philosoph und Soziologe
- Tagura, Pablito M. (* 1962), philippinischer römisch-katholischer Ordensgeistlicher und Apostolischer Vikar von San Jose in Mindoro

### Tagw
- Tagwerker, Andrea (* 1970), österreichische Rodlerin
- Tagwerker, Gerhard (* 1932), deutscher Bildhauer und Jazzmusiker
- Tagwerker, Gerold (* 1965), österreichischer Künstler

### Tagy
- Tagyýew, Täçberdi (* 1955), turkmenischer Politiker